# ファナ・モコエナ
ファナ・モコエナ（Fana Mokoena, 1971年5月13日 - ）は、南アフリカ共和国の俳優。
2004年に製作された映画、『ホテル・ルワンダ』にて、オギュスタン・ビジムング将軍を演じたことで有名である。

## フィルモグラフィ
- ホテル・ルワンダ Hotel Rwanda (2004)
- ワールド・ウォーZ World War Z (2013)
- マンデラ 自由への長い道 Mandela: Long Walk to Freedom (2013)